# 盖沃奈姆
盖沃奈姆（法語：Guewenheim，法語發音：[ɡevənaim] ⓘ）是法国上莱茵省的一个市镇，属于坦恩-盖布维莱尔区。

## 地理
盖沃奈姆（47°45'11"N, 7°5'32"E）面积8.55 平方千米，位于法国大東部大區上莱茵省，该省份为法国东部内陆省份，是阿尔萨斯的一部分，今与下莱茵省组成了阿尔萨斯欧洲集体，其北临下莱茵省，西接孚日省，西南接贝尔福地区省，东侧沿莱茵河与德国相望，南与瑞士接壤。
与盖沃奈姆接壤的市镇（或旧市镇、城区）包括：下阿斯帕克、罗德伦、下布尔巴克、森泰姆、下索普、比尔诺普莱奥、阿斯帕克-米歇尔巴克、上苏尔茨巴克。
盖沃奈姆的时区为UTC+01:00、UTC+02:00（夏令时）。

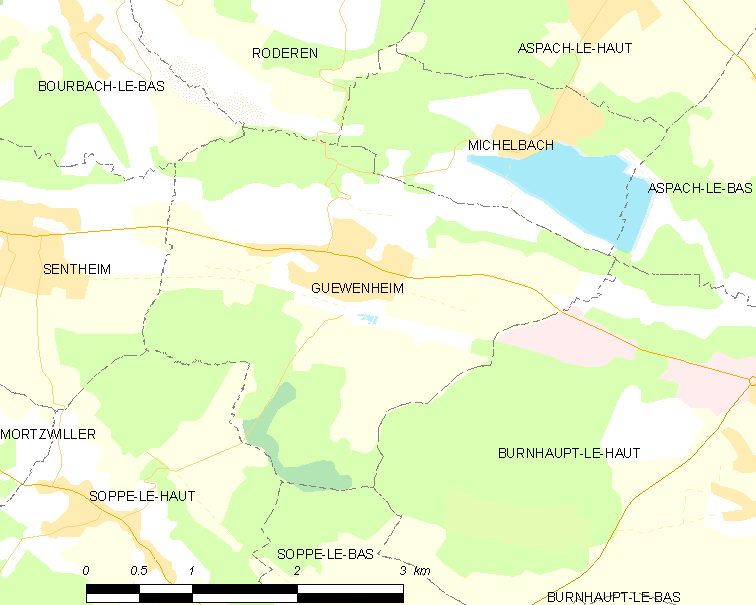
盖沃奈姆的OSM定位图

## 行政
盖沃奈姆的邮政编码为68116，INSEE市镇编码为68115。

## 政治
盖沃奈姆所属的省级选区为马斯沃-尼德布吕克县。

## 人口

1962-2008年间盖沃奈姆人口变化图示

盖沃奈姆于2022年1月1日时的人口数量为1353人。